# Резолюция 45 на Съвета за сигурност на ООН
Резолюция 45 на Съвета за сигурност на ООН е приета на 10 април 1948 г. по повод разгледаната от Съвета за сигурност молба на Бирма (днес Мианмар) за членство в Организацията на обединените нации. Резолюцията препоръчва на Общото събрание на ООН Бирма да бъде приета за член на организацията.
Резолюция 45 е приета с мнозинство от 10 гласа, като представителят на Аржентина гласува въздържал се.